# Tuscaloosa (album)
Tuscaloosa je koncertní album kanadského hudebníka Neila Younga. Vydáno bylo 7. června 2019 společností Reprise Records. Obsahuje záznam z koncertu, který Young odehrál dne 3. února 1973 v alabamské Tuscaloose za doprovodu kapely The Stray Gators (tj. čtveřice Ben Keith, Jack Nitzsche, Tim Drummond a Kenny Buttrey). Jde tedy o záznam ze stejného turné, při němž bylo pořízeno album Time Fades Away. Album Tuscaloosa neobsahuje záznam kompletního koncertu.

## Seznam skladeb
1. Here We Are in the Years – 3:56
2. After the Gold Rush – 4:42
3. Out on the Weekend – 5:29
4. Harvest – 4:14
5. Old Man – 4:17
6. Heart of Gold – 3:48
7. Time Fades Away – 6:10
8. Lookout Joe – 4:59
9. New Mama – 3:01
10. Alabama – 3:50
11. Don't Be Denied – 8:09

## Obsazení
- Neil Young – zpěv, kytara, klavír, harmonika
- Ben Keith – pedálová steel kytara, slide kytara, zpěv
- Jack Nitzsche – klavír, zpěv
- Tim Drummond – baskytara
- Kenny Buttrey – bicí